# Черепанов, Михаил Валерьевич
Михаи́л Вале́рьевич Черепа́нов (род. 12 декабря 1960, Ишим, Ишимский район, Тюменская область, РСФСР, СССР) — советский и российский журналист, поисковик, музейный работник. Заслуженный работник культуры Республики Татарстан (1994). Лауреат Государственной премии Республики Татарстан в области науки и техники (2000).

## Биография
Михаил Валерьевич Черепанов родился 12 декабря 1960 года в городе Ишим Тюменской области. Назван в честь деда, который попал в плен во время Великой Отечественной войны, был членом партизанского движения на территории Бельгии, а после возвращения на родину обвинён в антисоветской деятельности. Отец — Валерий, был машинистом на железной дороге, затем работал журналистом; мать — Юлия, преподавала русский язык и литературу в школе. В дальнейшем с родителями переехал в Кировскую область, где на станции Лянгасово окончил школу. Во время учёбы вступил в ВЛКСМ, был комсомольским организатором класса, затем секретарём комитета школы, награждён почётной грамотой ЦК ВЛКСМ. В девятом классе создал школьный музей войны, организовав работу старшеклассников по его наполнению.
В 1978 году приехал в Казань, где поступил на отделение журналистики историко-филологического факультета Казанского государственного университета имени В. И. Ульянова-Ленина, которое окончил в 1983 году с красным дипломом. В 1983–1991 годах трудился старшим литературным сотрудником журнала «Коммунист Татарии», а в 1986 году некоторое время работал корреспондентом газеты «Вечерняя Казань». Параллельно одним из первых как в Татарстане, так и в стране в целом, занялся поисковой работой, был командиром университетского поискового отряда «Снежный десант», с которым принял участие в нескольких десятках экспедиций по поиску и захоронению останков солдат в Новгородской, Ленинградской, Волгоградской, Калужской, Тверской и Московской областях, ряде других регионов. С начала 1980-х годов активно участвовал в поисковой работе в Мясном Бору, в так называемой «долине смерти» на месте боёв 2-й ударной армии, где воевал татарский поэт М. Джалиль. В это время активно публиковался в газете «Комсомольская правда» со статьями о поисковом движении, с призывами к государству достойно чтить память защитников отечества.

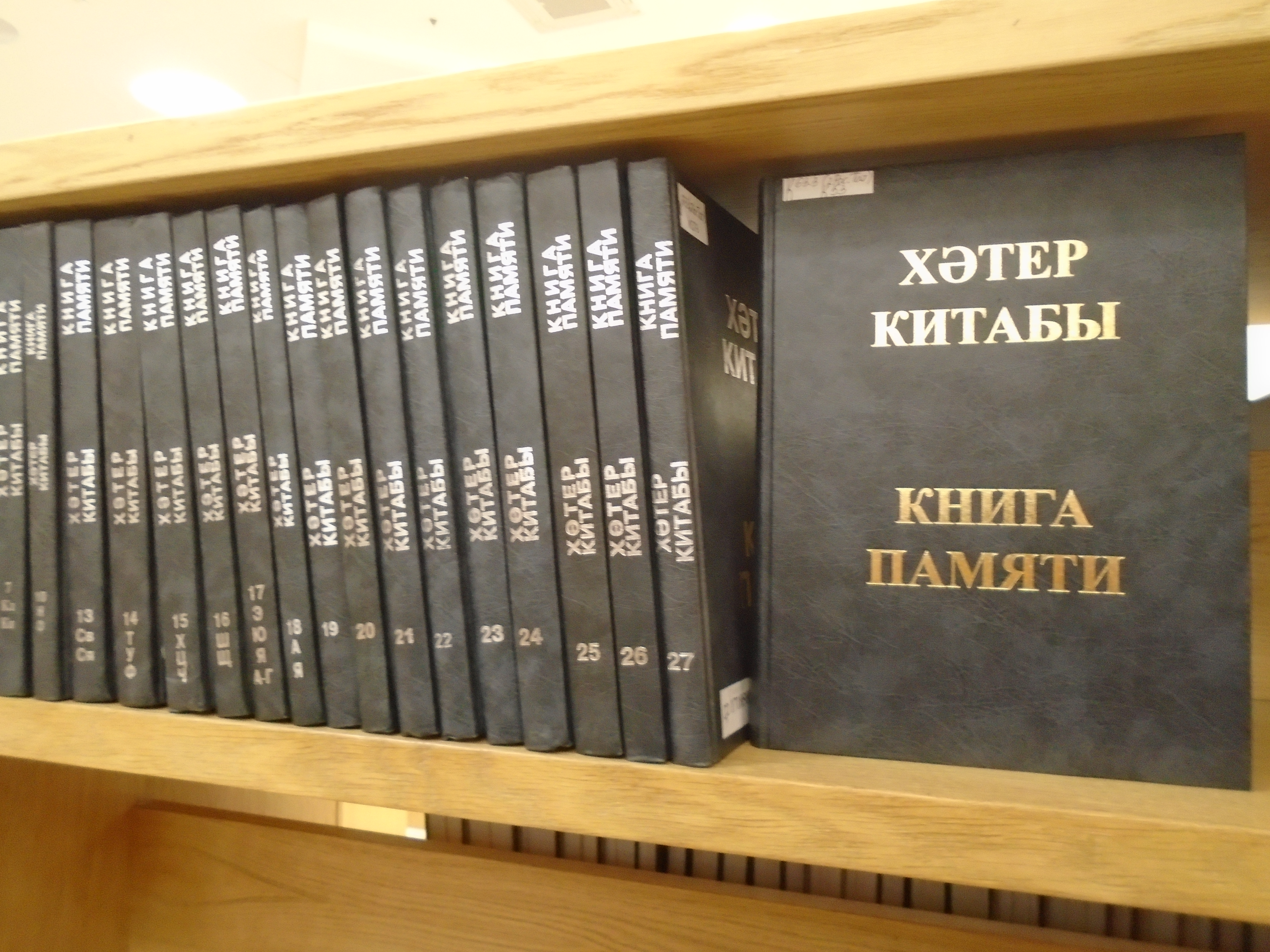
Книга Памяти жертв политических репрессий

В 1990 году стал заместителем редактора и руководителем рабочей группы редакции «Книга Памяти» при Совете министров Татарской АССР (в дальнейшем — при Кабинете министров Республики Татарстан), которую возглавил историк А. И. Иванов. С 2000 года также был редактором газеты «Открытый урок». Лично занимался составлением и сверкой списков погибших и пропавших без вести солдат — уроженцев Татарстана, количество которых составило более 380 тысяч человек. Является одним из составителей таких многотомных изданий, как республиканская книга «Память» о погибших в Великой Отечественной войне, «Они вернулись с Победой», «Книга Памяти жертв политических репрессий Республики Татарстан», «Книга Памяти жертв войны в Афганистане», «Герои Социалистического труда и полные кавалеры ордена Трудовой Славы — наши земляки», «Татарстан в годы Великой Отечественной войны», «Казанцы — Победе. Вахитовский район», многих других. В 2006 году также выпустил книгу «Зачем живым «Долина смерти»?», в которой обобщил многолетний опыт поисковой работы, подняв вопрос ответственности общества и государства перед памятью павших солдат.
Среди тех, кого мы хороним впервые, в основном наши ровесники. Они погибли ради жизни. Ради того, чтобы больше никогда не лилась безвинная кровь. Чтобы не развязывались войны ради чьих-то материальных выгод или ложных идей… Все противоречия в обществе могут и должны решаться только между живыми и ради продолжения жизни.Михаил Черепанов, 2017 год.
В 1994 году стал заслуженным работником культуры Республики Татарстан. В 2000 году удостоен Государственной премии Республики Татарстан в области науки и техники за издание многотомника «Память». В 2007 году по приглашению директора Национального музея Республики Татарстан Г. Р. Назиповой занял пост заведующего Музеем-мемориалом Великой Отечественной войны, который был образован в 2005 году. В 2019 году был уволен с должности «по собственному желанию», оставшись методистом на половинной ставке, тогда как новым директором стал А. Александров. Также являлся преподавателем дополнительного образования казанского Дворца детского творчества имени А. Алиша. В настоящее время занимает должность председателя ассоциации «Клуб воинской славы», ведущего работу по сбору информации о татарстанских солдатах, а также работает педагогом в центре дополнительного образования детей «Заречье».
Является автором ряда научных и просветительских статей на тему Второй мировой войны, в частности, о вторжении советской армии в Иран, татарстанских Героях Советского Союза, легионе «Идель-Урал». Некоторыми представителями научной среды не считается профессиональным историком. В частности, в 2016 году Черепанов высказался против присвоения Казани звания «Город воинской славы», так как поблизости не было никаких военных сражений, после чего начальник отдела информационного обслуживания Национального архива Республики Татарстан кандидат исторических наук Л. О. Кузнецова назвала его «скрытым идеологическим врагом» и «разрушителем душ подрастающего поколения», потребовав уволить из музея, однако в итоге конфликт закончился примирением. Сам Черепанов отмечал следующее:
Не раз сталкивался с тем, что какие-то мои гипотезы и предположения сначала принимались официальными историками «в штыки», а позднее становились общепризнанными фактами. Так было и с историей 2-й Ударной армии, и с судьбой легионеров, и с малоизвестными страницами в биографии Джалиля. Уверен, что так будет и с моими сегодняшними исследованиями «белых пятен» истории (например, развенчанием культа личности маршала Г. К. Жукова). Мне не привыкать к поспешным критическим оценкам типа: «Быть не может!» или «Не убедительно». Время нас рассудит.

## Награды
- Государственная премия Республики Татарстан в области науки и техники (2000 год) — за работу «Память» («Хэтер») в 25-ти томах, изданных в 1993—1999 годах[30].

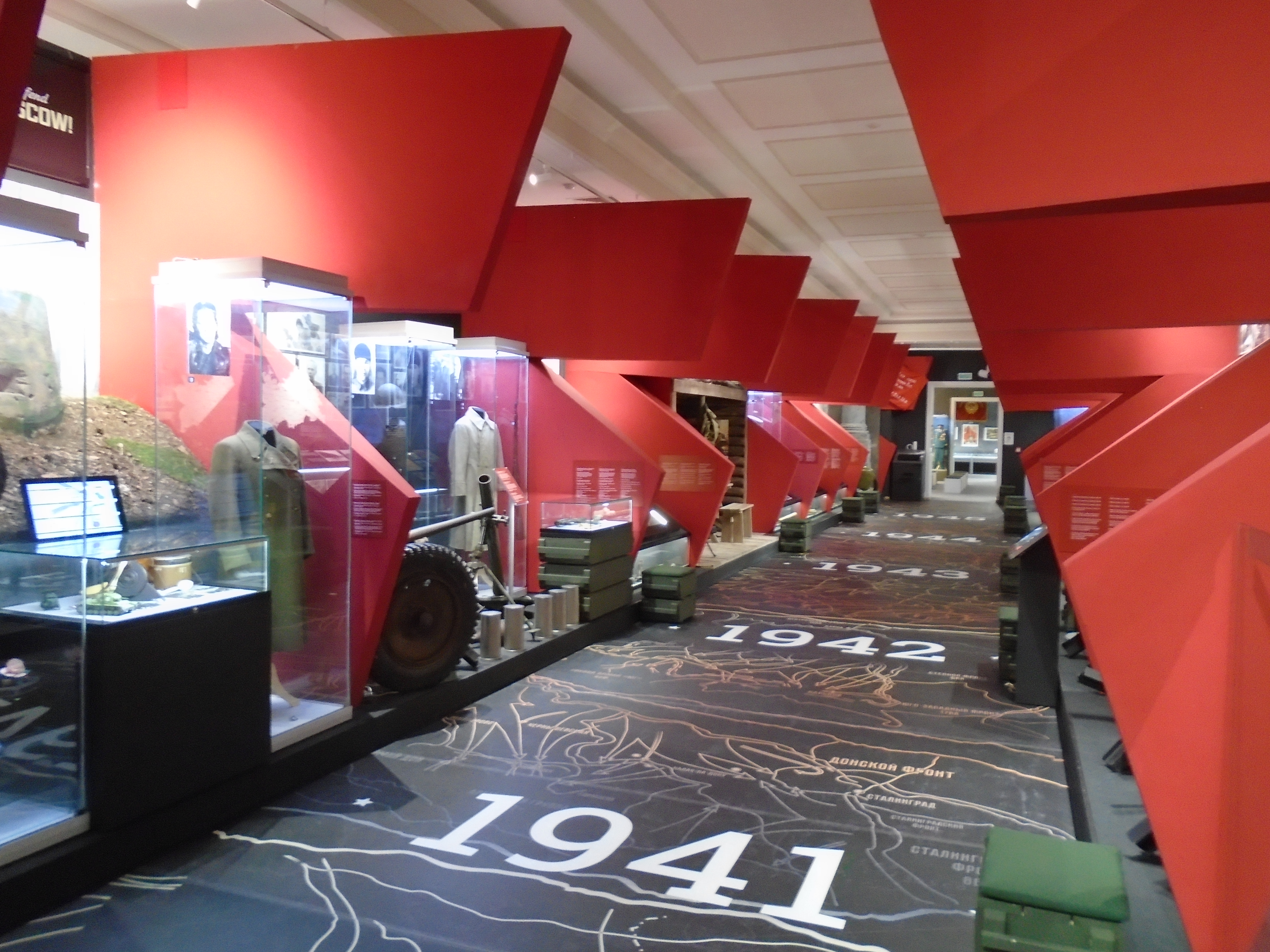
Музей-мемориал Великой Отечественной войны, Казань

- Почётное звание «Заслуженный работник культуры Республики Татарстан[тат.]» (1994 год)[1].
- Медали[31], в том числе Жукова, «В память 850-летия Москвы», «В память 1000-летия Казани»[5].
- Медаль «100 лет образования Татарской Автономной Советской Социалистической Республики» (2020 год) — за существенный вклад в укрепление социально-экономического потенциала Республики Татарстан, сохранение и преумножение культурно-духовного наследия, высокие достижения в профессиональной и общественной деятельности[32].
- Благодарность Президента Республики Татарстан (2018 год)[33].
- Почётный знак Министерства культуры Республики Татарстан «За достижения в культуре» (2010 год)[34].
- Премия XXVIII Республиканского конкурса журналистов «Бәллүр каләм — Хрустальное перо» в номинации «Признание» (2015 год)[35].